# 240년대
240년대는 240년부터 249년까지를 가리킨다.